# アサフ・ハマミ
アサフ・ハマミ(ヘブライ語: אסף חממי: 1982年12月2日-2023年10月7日)はイスラエル国防軍南部旅団の司令官を務めた将校である。2023年10月にパレスチナ・イスラエル戦争においてキブツ・ニリムで戦死した。それ以前には、ネゲヴ旅団司令官やオズ旅団訓練学校司令官、ギヴァティ旅団ツァバル歩兵大隊の司令官を務めていた。

## 経歴
2001年にイスラエル国防軍(IDF)に入隊しギヴァティ旅団に配属され、その後歩兵コースや歩兵将校コースを修了しギヴァティ旅団の隊長となった。その後はマグラン部隊の指揮官やマグラン部隊の指揮官を務め、2013年にシェイク大隊の副隊長に任命された。2015年に大佐へと昇進し、ガザ地区北部旅団の副司令官に任命された。2016年にツァバル大隊司令官に任命され、2018年にはオズ旅団を創設し司令官に、2020年にネゲヴ旅団司令官に任命され、2022年にガザ地区南部旅団の司令官に任命された。
2023年10月7日に発生したハマスによるイスラエルへの奇襲攻撃で、キブツ・ニリムを守る戦闘中に死亡した。遺体はハマスによってガザ地区へ拉致されたために葬儀は遺体なしに行われ、軍幹部や国防相であるヨアヴ・ガラントが参列した。